# Maria Cristina di Borbone-Due Sicilie
Maria Cristina di Borbone-Due Sicilie, o Maria Cristina Ferdinanda di Borbone, principessa delle Due Sicilie; in spagnolo María Cristina de Borbón, princesa de las Dos Sicilias (Palermo, 27 aprile 1806 – Le Havre, 22 agosto 1878), fu la quarta moglie del re Ferdinando VII di Spagna (1784 – 1833), re dal 1813 e quindi regina consorte di Spagna dal 1829 al 1833, poi reggente di Spagna dal 1833 al 1840 per la figlia Isabella II di Spagna (1830 – 1904, regina da 1833 al 1868). Per nascita le spettavano i titoli di principessa di Napoli e della Sicilia, trasformato in principessa delle Due Sicilie il 18 dicembre 1816, quando i due regni furono riuniti.

## Biografia

### Infanzia
Figlia di Francesco I delle Due Sicilie e della sua seconda moglie Maria Isabella di Borbone-Spagna, discendeva anche dagli Asburgo d'Austria poiché sua nonna era la regina Maria Carolina d'Asburgo-Lorena.

### Primo matrimonio
Maria Cristina sposò Ferdinando VII di Spagna l'11 dicembre del 1829, a Madrid.
Ferdinando era suo zio sia per nascita che per matrimonio, infatti Ferdinando era il fratello maggiore di sua madre, entrambi figli di Carlo IV di Spagna e della principessa Maria Luisa di Parma.
Inoltre la prima moglie di Ferdinando, Maria Antonia di Borbone-Due Sicilie (1784 – 1806) era stata la sorella del padre di Maria Cristina, Francesco I.
Dopo la morte di Maria Antonia, Ferdinando sposò Isabella del Portogallo (1787 - 1819) e, rimasto di nuovo vedovo, sposò Maria Giuseppa Amalia di Sassonia  (1803 – 1829), senza ottenere discendenza (una figlia di Isabella, l'infanta doña María Luísa Isabel era morta il 9 gennaio 1818 a soli quattro mesi dalla nascita). Quando anche Giuseppa morì, il 27 maggio 1829, Ferdinando, temendo di restare senza eredi per la sua corona, si sposò per la quarta volta solo sette mesi più tardi.
La nuova regina, Maria Cristina, in breve tempo diede alla luce due figlie, Isabella (la futura Isabella II di Spagna, 1830–1904) e l'infanta doña María Luísa Fernanda (1832-1897).

### Reggenza

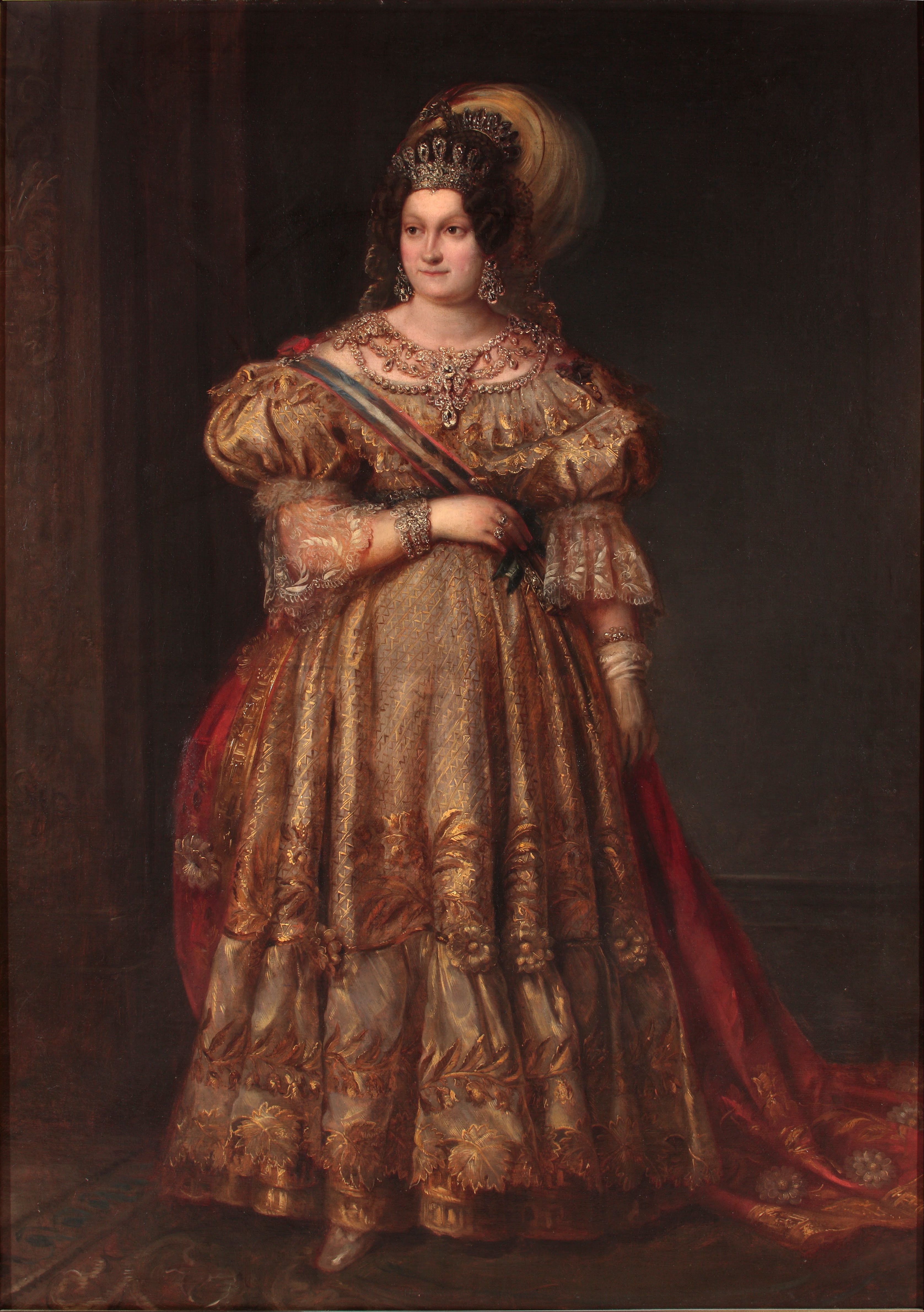
Ritratto di Maria Cristina di Borbone-Due Sicilie, di Valentín Carderera (1831).

Alla morte di Ferdinando, avvenuta il 29 settembre 1833, Maria Cristina divenne reggente per la figlia Isabella. Ma il diritto al trono di Isabella fu contestato dallo zio Carlo, che sosteneva che suo fratello Ferdinando, emanando la Prammatica sanzione nel maggio del 1830, avesse illegittimamente modificato la legge di successione permettendo anche alle donne di salire al trono.
Alcuni sostenitori di Carlo arrivarono al punto di accusare Maria Cristina di aver nascosto il fatto che Ferdinando aveva effettivamente passato la corona al fratello e di aver scritto il nome del marito morto nel decreto che riconosceva Isabella come erede.
Il tentativo di Carlo di prendere il potere portò alle guerre carliste. Nonostante il supporto della Chiesa cattolica e dei conservatori all'infante Carlo, Maria Cristina riuscì a conservare il trono alla figlia. Le guerre carliste, da disputa per la successione divennero un conflitto sul futuro della Spagna. La fazione di Maria Cristina e della figlia era favorevole ad una costituzione liberale e a politiche sociali mentre i sostenitori di Carlo (carlisti) volevano un ritorno alla società tradizionale ed alla monarchia assoluta. Infine la fedeltà dell'esercito per Isabella II decise l'esito della guerra.

### Secondo matrimonio
Il 28 dicembre 1833, poco dopo la morte di Ferdinando VII, Maria Cristina sposò segretamente un ex-sergente della guardia reale, Augustín Fernández Muñoz (1808–1873), che in seguito fu nominato Duca di Riansares e cavaliere dell'Ordine del Toson d'oro.
Maria Cristina e Muñoz ebbero diversi figli mentre tentavano di tenere segreto il loro matrimonio:
- María Amparo, contessa di Vista Alegre (17 novembre 1834 – 19 agosto 1864);
- María de los Milagros, marchesa di Castillejo (8 novembre 1835 – 9 luglio 1903);
- Agustín, duca di Tarancón (1837 – 15 luglio 1855);
- Fernando, duca di Riansares e Tarancón (27 aprile 1838 – 7 dicembre 1910);
- María Cristina, marchesa di Isabella (19 aprile 1840 – 20 dicembre 1921);
- Juan, conte di Recuerdo (29 agosto 1844 – 2 aprile 1863);
- José Muñoz y Borbón, conte di García (21 dicembre 1846 – 17 dicembre 1863).

Alla fine la notizia del matrimonio di Maria Cristina con un militare di basso rango divenne pubblica e la rese fortemente impopolare. La sua posizione fu compromessa dalla notizia del suo nuovo matrimonio e dai dubbi sul suo effettivo appoggio alle politiche dei suoi ministri liberali.

### Fine della reggenza

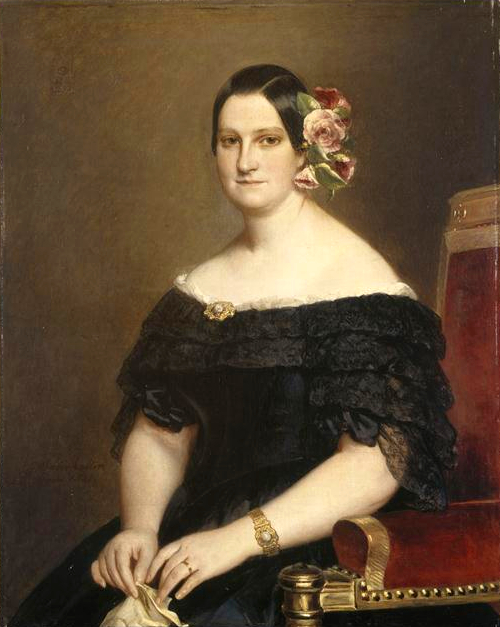
Maria Cristina ritratta da Franz Xaver Winterhalter - Parigi - 1841.

Infine l'esercito, che era stato la spina dorsale dei sostenitori di Isabella II, ed i leader liberali delle Cortes generales si unirono nel chiedere la fine della reggenza di Maria Cristina. 
Nel 1840, finita la guerra civile, il comandante dell'esercito, il generale Baldomero Espartero, conte di Luchana, divenne reggente in sua vece.
Il nuovo governo pretese che la ex-reggente lasciasse la Spagna; dopo un infruttuoso tentativo di tornare al potere, Maria Cristina andò definitivamente in esilio in Francia, ove risiedette prevalentemente per il resto della sua vita, mentre la figlia nel 1843, a 13 anni fu proclamata maggiorenne.

### Ultimi anni e morte
Il 30 settembre 1868 una rivoluzione scacciò dal trono la figlia Isabella II che raggiunse la madre in esilio in Francia. Il 25 giugno 1870 Isabella II rinunciò al trono in favore del figlio Alfonso XII i cui sostenitori pretesero che sia la madre sia la nonna fossero escluse dagli sforzi di restaurare la monarchia.
Quando Alfonso XII riconquistò la corona spagnola il 29 dicembre 1874, a Maria Cristina e ad Isabella II fu permesso di tornare solo provvisoriamente, e non influenzarono più il governo spagnolo.
Il matrimonio con Muñoz e le vicende della turbolenta reggenza di Maria Cristina crearono una frattura permanente tra lei e la sua discendenza reale spagnola. Né Isabella II né Alfonso XII avevano interesse alle relazioni con la ex regina reggente.
Maria Cristina morì a Le Havre in Francia il 22 agosto 1878.
In quanto vedova di Ferdinando VII e madre di Isabella II, Maria Cristina fu sepolta nella cripta reale del Monastero dell'Escorial.

## Ascendenza
|                                  |                     |                                     | Genitori                                      |  |  | Nonni |  |  | Bisnonni            |  |  | Trisnonni           |  |
|                                  |                     |                                     |                                               |  |  |       |  |  | Carlo III di Spagna |  |  | Filippo V di Spagna |  |
|                                  |                     |                                     |                                               |  |  |       |  |  | Carlo III di Spagna |  |  | Filippo V di Spagna |  |
|                                  |                     | Elisabetta Farnese                  |                                               |  |  |       |  |  | Carlo III di Spagna |  |  |                     |  |
| Ferdinando I delle Due Sicilie   |                     |                                     |                                               |  |  |       |  |  | Carlo III di Spagna |  |  |                     |  |
|                                  |                     | Maria Amalia di Sassonia            | Augusto III di Polonia                        |  |  |       |  |  |                     |  |  |                     |  |
|                                  |                     | Maria Amalia di Sassonia            | Augusto III di Polonia                        |  |  |       |  |  |                     |  |  |                     |  |
|                                  |                     | Maria Amalia di Sassonia            | Maria Giuseppa d'Austria                      |  |  |       |  |  |                     |  |  |                     |  |
| Francesco I delle Due Sicilie    |                     | Maria Amalia di Sassonia            |                                               |  |  |       |  |  |                     |  |  |                     |  |
|                                  |                     | Francesco Stefano di Lorena         | Leopoldo di Lorena                            |  |  |       |  |  |                     |  |  |                     |  |
|                                  |                     | Francesco Stefano di Lorena         | Leopoldo di Lorena                            |  |  |       |  |  |                     |  |  |                     |  |
|                                  |                     | Francesco Stefano di Lorena         | Elisabetta Carlotta di Borbone-Orléans        |  |  |       |  |  |                     |  |  |                     |  |
| Maria Carolina d'Asburgo-Lorena  |                     | Francesco Stefano di Lorena         |                                               |  |  |       |  |  |                     |  |  |                     |  |
|                                  |                     | Maria Teresa d'Austria              | Carlo VI d'Asburgo                            |  |  |       |  |  |                     |  |  |                     |  |
|                                  |                     | Maria Teresa d'Austria              | Carlo VI d'Asburgo                            |  |  |       |  |  |                     |  |  |                     |  |
|                                  |                     | Maria Teresa d'Austria              | Elisabetta Cristina di Brunswick-Wolfenbüttel |  |  |       |  |  |                     |  |  |                     |  |
| Maria Cristina delle Due Sicilie |                     | Maria Teresa d'Austria              |                                               |  |  |       |  |  |                     |  |  |                     |  |
|                                  | Carlo III di Spagna | Filippo V di Spagna                 |                                               |  |  |       |  |  |                     |  |  |                     |  |
|                                  | Carlo III di Spagna | Filippo V di Spagna                 |                                               |  |  |       |  |  |                     |  |  |                     |  |
|                                  | Carlo III di Spagna | Elisabetta Farnese                  |                                               |  |  |       |  |  |                     |  |  |                     |  |
| Carlo IV di Spagna               | Carlo III di Spagna |                                     |                                               |  |  |       |  |  |                     |  |  |                     |  |
|                                  |                     | Maria Amalia di Sassonia            | Augusto III di Polonia                        |  |  |       |  |  |                     |  |  |                     |  |
|                                  |                     | Maria Amalia di Sassonia            | Augusto III di Polonia                        |  |  |       |  |  |                     |  |  |                     |  |
|                                  |                     | Maria Amalia di Sassonia            | Maria Giuseppa d'Austria                      |  |  |       |  |  |                     |  |  |                     |  |
| Maria Isabella di Borbone-Spagna |                     | Maria Amalia di Sassonia            |                                               |  |  |       |  |  |                     |  |  |                     |  |
|                                  |                     | Filippo I di Parma                  | Filippo V di Spagna                           |  |  |       |  |  |                     |  |  |                     |  |
|                                  |                     | Filippo I di Parma                  | Filippo V di Spagna                           |  |  |       |  |  |                     |  |  |                     |  |
|                                  |                     | Filippo I di Parma                  | Elisabetta Farnese                            |  |  |       |  |  |                     |  |  |                     |  |
| Maria Luisa di Borbone-Parma     |                     | Filippo I di Parma                  |                                               |  |  |       |  |  |                     |  |  |                     |  |
|                                  |                     | Luisa Elisabetta di Borbone-Francia | Luigi XV di Francia                           |  |  |       |  |  |                     |  |  |                     |  |
|                                  |                     | Luisa Elisabetta di Borbone-Francia | Luigi XV di Francia                           |  |  |       |  |  |                     |  |  |                     |  |
|                                  |                     | Luisa Elisabetta di Borbone-Francia | Maria Leszczyńska                             |  |  |       |  |  |                     |  |  |                     |  |
|                                  |                     | Luisa Elisabetta di Borbone-Francia |                                               |  |  |       |  |  |                     |  |  |                     |  |